# Brabantsche Vaarwater
Het Brabantsche Vaarwater is een betonde vaargeul in de Oosterschelde in de provincie Zeeland oost van de Zeelandbrug. Het Brabantsche Vaarwater loopt (richting zuidoost) van het knooppunt van de betonde vaargeulen Roompot, Engelsche Vaarwater en Keeten naar de betonde vaargeul Oosterschelde op een punt noordwest van Wemeldinge.
Aan de noordkant van het Brabantsche Vaarwater, op ongeveer 1½ km van het begin, splitst de betonde vaargeul het Witte Tonnen Vlije zich in de richting noord af, en sluit aan op het Keeten. Aan de zuidkant van het Brabantsche Vaarwater, op ongeveer 1½ km van het eind is een aftakking naar de betonde vaargeul Dortsman die verder oostwaarts ook aansluit op de vaargeul Oosterschelde, en geschikt is voor schepen tot en met CEMT-klasse IV.
Het water is zout en heeft een getij. Oost van het Brabantsche Vaarwater liggen de droogvallende slikken Slikken van de Dortsman. West van het Brabantsche Vaarwater liggen de droogvallende zandbanken Vondelingenplaat en Galgenplaat.
Het Brabantsche Vaarwater en Witte Tonnen Vlije is te gebruiken voor schepen tot en met CEMT-klasse VIb.
Het Brabantsche Vaarwater is onderdeel van het Nationaal Park Oosterschelde en valt binnen het Natura 2000-gebied Oosterschelde.